# Karel Willem van Anhalt-Zerbst
Karel Willem van Anhalt-Zerbst (Zerbst, 16 oktober 1652 - aldaar, 3 november 1718) was van 1667 tot aan zijn dood vorst van Anhalt-Zerbst. Hij behoorde tot het huis Ascaniërs.

## Levensloop
Karel Willem was de derde zoon van vorst Johan VI van Anhalt-Zerbst en Sophia Augusta van Sleeswijk-Holstein-Gottorp, dochter van hertog Frederik III van Sleeswijk-Holstein-Gottorp. 
In 1667 volgde hij zijn vader op als vorst van Anhalt-Zerbst. Wegens zijn minderjarigheid werd hij tot in 1674 onder het regentschap geplaatst van zijn moeder, landgraaf Lodewijk VI van Hessen-Darmstadt en vorst Johan George II van Anhalt-Dessau. 
Karel Willem was verantwoordelijk voor de bouw van het Slot Zerbst en de Sint-Trinitatiskerk van Zerbst. De bouw van deze kerk voor de lutheraanse gemeenschap betekende het einde van de jarenlange strijd met de gereformeerde gemeente om het bezit van de Nicolaikerk. Ook liet hij in Coswig en Zerbst scholen oprichten. 
Als vorst resideerde Karel Willem lang in Jever, die in 1667 door zijn grootmoeder toegevallen was aan Anhalt-Zerbst. Om het bezit van de heerlijkheid Jever voerde hij een jarenlange strijd met het koninkrijk Denemarken. Ook was hij lid van het Vruchtdragende Gezelschap.
In november 1718 stierf Karel Willem op 66-jarige leeftijd.

## Huwelijk en nakomelingen
Op 18 juni 1676 huwde hij met Sophia (1654-1724), dochter van hertog August van Saksen-Weißenfels. Ze kregen drie kinderen:
- Johan August (1677-1742), vorst van Anhalt-Zerbst
- Karel Frederik (1678-1693)
- Magdalena Augusta (1679-1740), huwde in 1696 met vorst Frederik II van Saksen-Gotha-Altenburg